# Golden League 2006
La Golden League 2006 se déroule sur six meetings. 

## Déroulement
La règle d'attribution du million de dollars en lingots change lors de cette édition. 
Désormais, les vainqueurs d'au moins cinq des six épreuves se partageront 500 000 dollars. La deuxième partie du prix est ensuite partagée entre ceux qui auront remporté les six épreuves.
Onze épreuves figurent au programme de cette Golden League : six chez les hommes et cinq chez les femmes.

## Résultats
|                   | Bislett Games Oslo 2 juin       | Meeting Gaz de France Saint-Denis 8 juillet | Golden Gala Rome 14 juillet    | Weltklasse Zürich Zurich 18 août | Mémorial Van Damme Bruxelles 25 août | ISTAF Berlin 3 septembre      |
| ----------------- | ------------------------------- | ------------------------------------------- | ------------------------------ | -------------------------------- | ------------------------------------ | ----------------------------- |
| Hommes            |                                 |                                             |                                |                                  |                                      |                               |
| 100 m             | Asafa Powell Jamaïque           | Asafa Powell Jamaïque                       | Asafa Powell Jamaïque          | Asafa Powell Jamaïque            | Asafa Powell Jamaïque                | Asafa Powell Jamaïque         |
| 400 m             | Jeremy Wariner États-Unis       | Jeremy Wariner États-Unis                   | Jeremy Wariner États-Unis      | Jeremy Wariner États-Unis        | Jeremy Wariner États-Unis            | Jeremy Wariner États-Unis     |
| 1 500 m / mile    | Alex Kipchirchir Kenya          | Ivan Heshko Ukraine                         | Daniel Kipchirchir Komen Kenya | Augustine Choge Kiprono Kenya    | Mehdi Baala France                   | Augustine Choge Kiprono Kenya |
| 3 000 m / 5 000 m | Isaac Kiprono Songok Kenya      | Kenenisa Bekele Éthiopie                    | Kenenisa Bekele Éthiopie       | Kenenisa Bekele Éthiopie         | Kenenisa Bekele Éthiopie             | Kenenisa Bekele Éthiopie      |
| Longueur          | Irving Saladino Panama          | Ignisious Gaisah Ghana                      | Irving Saladino Panama         | Irving Saladino Panama           | Irving Saladino Panama               | Irving Saladino Panama        |
| Javelot           | Andreas Thorkildsen Norvège     | Tero Pitkämäki Finlande                     | Andreas Thorkildsen Norvège    | Tero Pitkämäki Finlande          | Andreas Thorkildsen Norvège          | Andreas Thorkildsen Norvège   |
| Femmes            |                                 |                                             |                                |                                  |                                      |                               |
| 100 m             | Debbie Ferguson Bahamas         | Marion Jones États-Unis                     | Sherone Simpson Jamaïque       | Sherone Simpson Jamaïque         | Sherone Simpson Jamaïque             | Sherone Simpson Jamaïque      |
| 400 m             | Sanya Richards États-Unis       | Sanya Richards États-Unis                   | Sanya Richards États-Unis      | Sanya Richards États-Unis        | Sanya Richards États-Unis            | Sanya Richards États-Unis     |
| 3 000 m / 5 000 m | Tirunesh Dibaba Éthiopie        | Tirunesh Dibaba Éthiopie                    | Tirunesh Dibaba Éthiopie       | Tirunesh Dibaba Éthiopie         | Tirunesh Dibaba Éthiopie             | Meseret Defar Éthiopie        |
| 100 m haies       | Brigitte Foster-Hylton Jamaïque | Susanna Kallur Suède                        | Susanna Kallur Suède           | Michelle Perry États-Unis        | Michelle Perry États-Unis            | Virginia Powell États-Unis    |
| Hauteur           | Blanka Vlašić Croatie           | Yelena Slesarenko Russie                    | Blanka Vlašić Croatie          | Venelina Veneva Bulgarie         | Tia Hellebaut Belgique               | Tia Hellebaut Belgique        |

La Jamaïcaine Sherone Simpson conserve une possibilité de remporter une part de la récompense. Si l'analyse de l'échantillon B de Marion Jones, contrôlée positive à l'EPO lors des championnats américains, et qui a devancé la Jamaïcaine à Paris, confirme le résultat de l'échantillon A, l'IAAF pourrait alors annuler tous les résultats obtenus par celle-ci depuis ce contrôle. Cela offrirait alors une cinquième victoire à Sherone Simpson.
L'analyse de l'échantillon B se révéla négatif et le classement de Paris fut conservé et Sherone Simpson ne put donc pas faire partie des gagnants de la Golden League.